# Asahi Breweries
Pour les articles homonymes, voir Asahi.
Asahi Breweries, Ltd. (アサヒビール株式会社, Asahi bīru kabushiki gaisha) est un groupe brassicole du Japon fondé en 1889 à Osaka. Asahi se classe au septième rang mondial en termes de ventes en volume avec une part de marché de 3 %. En 2018, les ventes d'Asahi s'élevaient à plus de 2 milliards de yens (18,6 millions de dollars), tandis que la marge bénéficiaire stagnait à 10 %. Asahi est poussé vers les acquisitions par un sentiment de crise face à la contraction du marché intérieur.
Grâce au label Super Dry, le plus vendu, la filiale du groupe Asahi Breweries est leader du marché japonais de la bière avec une proportion proche de 40 %. Mais la tendance à l'économie et à la prise de conscience des consommateurs en matière de santé a entraîné une contraction du marché japonais de la bière pendant 14 années consécutives jusqu'en 2018.

## Histoire

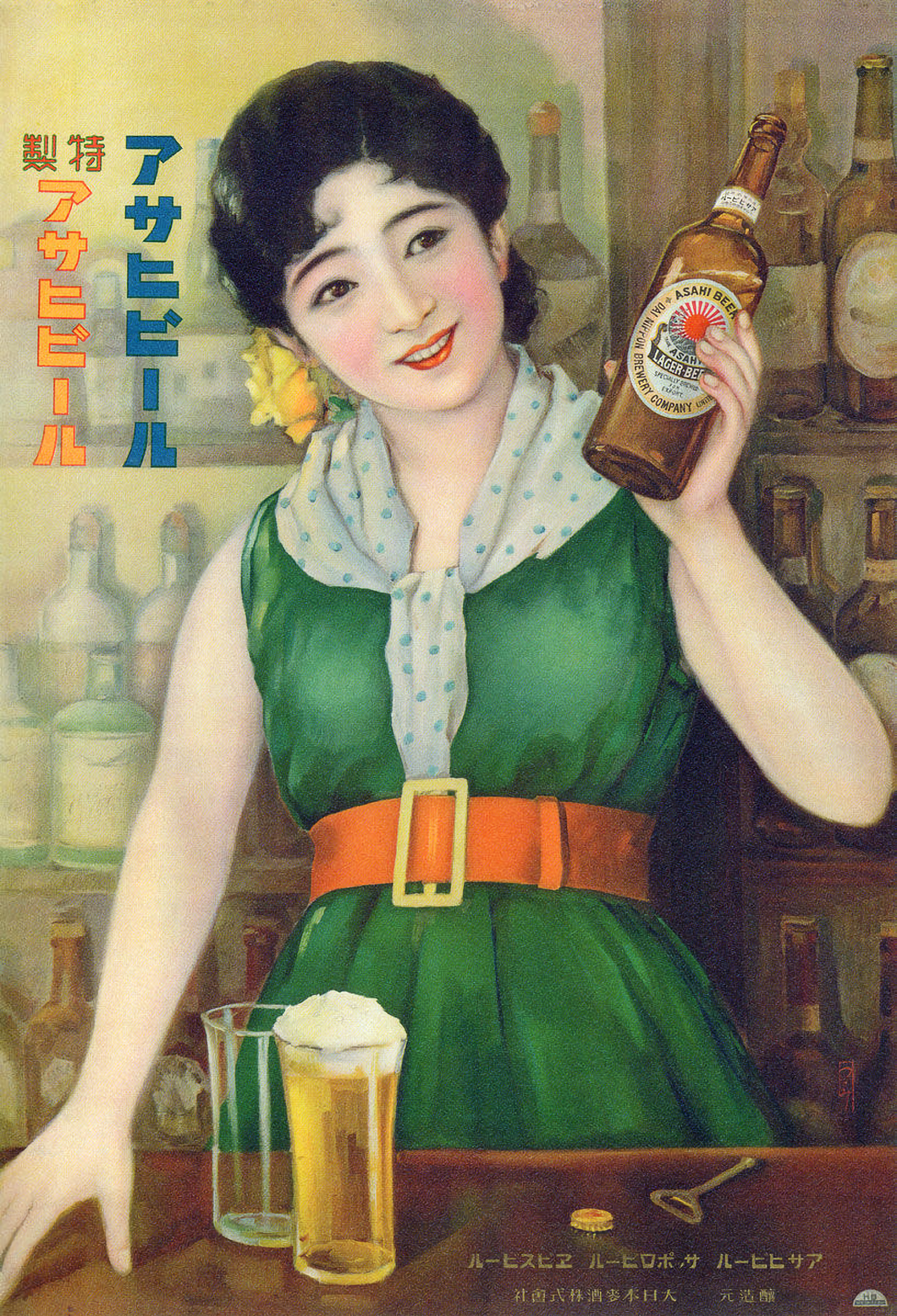
Affiche pour la bière Asahi dans les années 1920.

Les premières brasseries Asahi sont fondées en 1889. Elles deviennent les brasseries Osaka en 1893 et fusionnent avec d'autres brasseries en 1906 pour former les brasseries Dai-Nippon (大日本麦酒株式会社 ()).
À partir de 1987, la Dry sensō (ドライ戦争, « guerre dry ») fait rage, à la suite de l'invention et de la commercialisation de l'Asahi Super Dry, première bière dry. Kirin répondit à Asahi en lançant un produit concurrent (Kirin Dry) en 1988 suivi par Sapporo (avec Sapporo Dry) et Suntory (Suntory Dry). Mais Asahi devait conserver son monopole (et étendre sa part de marché de 10 à 40 %.
En 2009, Asahi rachète Schweppes Australia et 19,9 % du Chinois Tsingtao à Anheuser-Busch InBev pour $667 millions.
En 2011, Asahi acquiert les marques Charlie's (Nouvelle-Zélande) et Vodka Cruiser pour ¥97.6 milliards.
En février 2016, Asahi fait une offre d'acquisition de 2,55 milliards de dollars pour reprendre à SABMiller les marques Peroni, Grolsch, Meantime et les actifs associés ; ce dernier s'en sépare pour satisfaire aux exigences des autorités de la concurrence dans le cadre de son acquisition par Anheuser-Busch InBev.

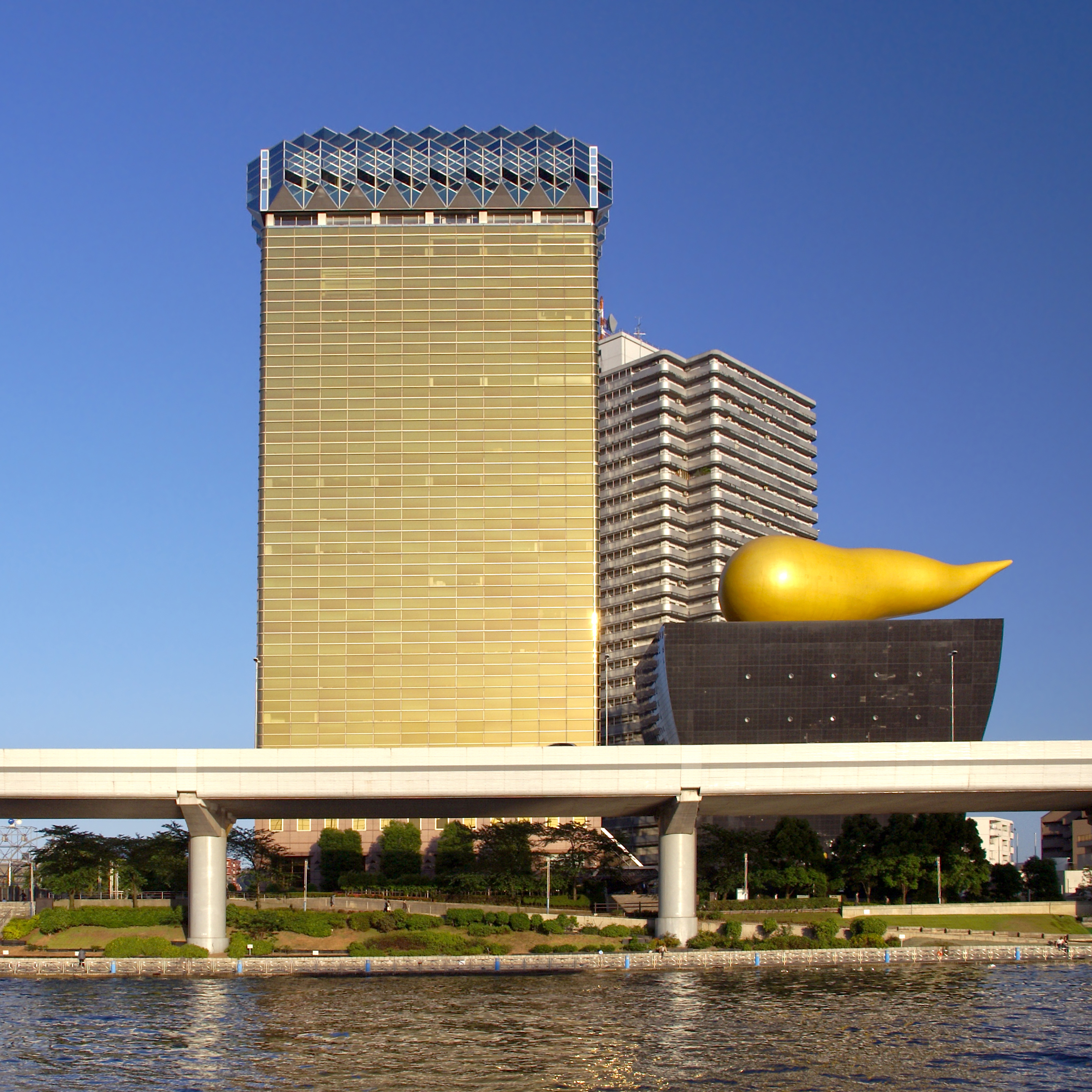
L'Asahi Beer Hall, le siège de Asahi à Asakusa (Tokyo)

En décembre 2016, Asahi annonce l'acquisition pour 7,8 milliards de dollars des activités en Europe centrale et de l'Est de SABMiller, à la suite de l'acquisition par ce dernier par Anheuser-Busch InBev. Ces activités comprennent les marques : Pilsner Urquell, Tyskie, Lecher, Dreier,. En décembre 2017, Asashi vend sa participation de 19,99 % dans l'entreprise brassicole Tsingtao pour 937 millions de dollars, participation vendue principalement à Fosun International.
En janvier 2019, Asahi annonce l'acquisition pour 250 millions de livres des activités de boissons de l'entreprise britannique Fuller’s, qui se concentre sur ses activités hôtelières et de pub. Cette acquisition inclut les marques London Pride et Frontier Premium London Lager.
En juillet 2019, AB InBev annonce la vente de ses activités en Australie à Asahi Breweries pour 11,3 milliards de dollars.

## Production actuelle

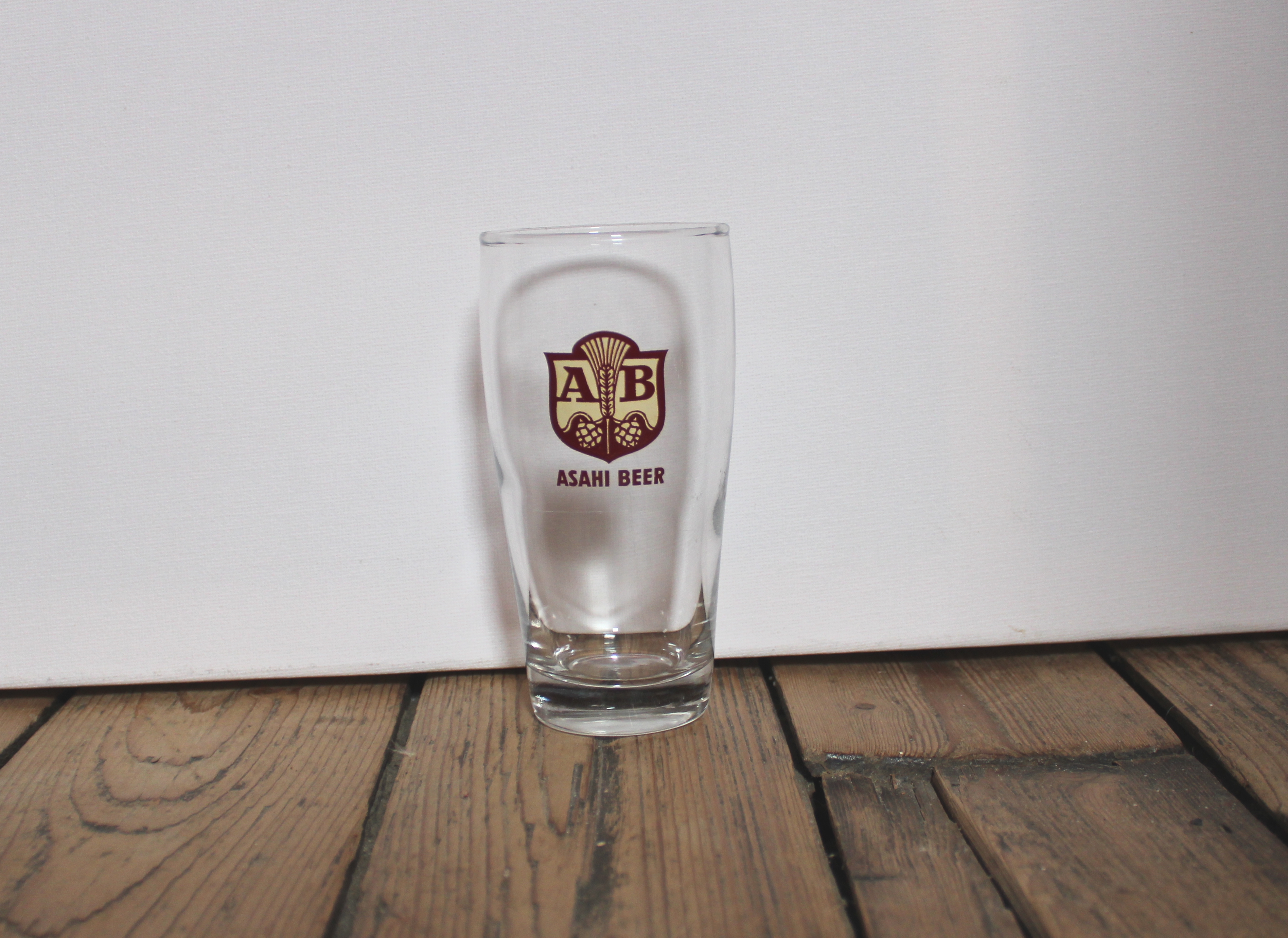
Vieux verre à bière Asahi Beer.

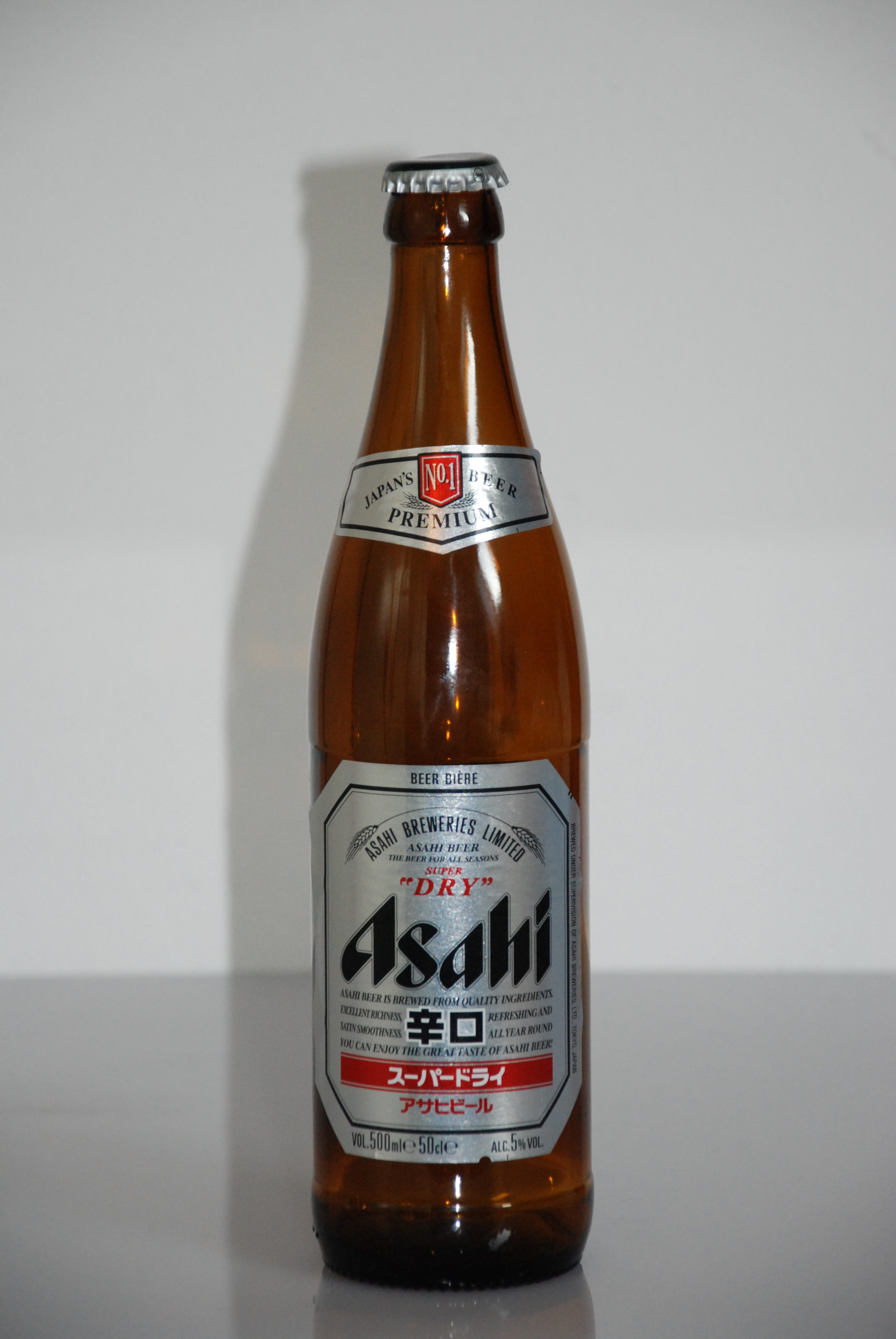
Une bouteille de bière Asahi

Ils  produisent notamment depuis 1987 :
- Asahi Super Dry, l'une des marques de bière les plus consommées au Japon avec Sapporo et Kirin
- Asahi Stout
- Asahi Z - Dry lager
- Asahi Gold - Lager
- Asahi Black - Lager
- Asahi Prime Time - Pilsener
- Asahi Orion
- Asahi Gift

### Autres marques de bière
- Pilsner Urquell
- Tyskie
- Lecher
- Dreier
- Peroni
- Grolsch
- Meantime

## Organisation
Le groupe possède des filiales actives dans d'autres secteurs, dont Nikka Whisky. Il a pu participer aussi à la production de films, dont Solar Crisis.